# Sindicat profesional
Un sindicat este o organizație a lucrătorilor, al cărei scop este protejarea drepturilor acestora.
Sindicatele active și puternice există pentru a reprezenta interesele salariaților, ele au un rol pozitiv în cadrul întreprinderii al comunității și al întregii societăți.
Un sindicat liber, pe care muncitorii sunt stăpâni, reprezintă o trăsătură esențială a unei societăți libere și prospere. 
Participarea reprezentanților sindicatului la deciziile patronatului prin intermediul federației/sindicat are drept rezultat moralul ridicat al muncitorilor, o fluctuație mai redusă a forței de muncă de la o întreprindere la alta, rezolvarea în comun a problemelor, salarii mai mari și condiții de muncă mult mai bune.
Un sindicat nu este o baghetă magică. Sindicatul este puternic doar în măsura în care membrii acestuia sunt uniți și au o comunicare continuă între ei.

## Istoric
Consiliile muncitorești (eng. Trade-Unions, ger. Gewerkvereine, fr. Syndicats ouvriers) au apărut în secolul al XIX-lea. în procesul de combatere a proletariatului împotriva exploatării capitaliste. Patria consiliilor muncitorești este Anglia, unde au început să iasă din mijlocul secolului al XVIII-lea. Majoritatea sindicatelor din 1899 au fost unite de către Federația Generală a Sindicatelor.
În 1868 a fost format Congresul Sindicatului, care a fost de atunci principalul organ coordonator al mișcării sindicale.
Până în 1920, din sindicatele Regatului Unit făceau parte aproximativ 60% din toți muncitorii țării.
Sindicatele profesionale au câștigat recunoașterea pe scară largă în întreaga lume.
De exemplu, sindicatele profesionale de muncă din Statele Unite au fost organizate după tipul de limbă engleză. Prima asociație profesională a fost Organizația Cavalerilor Muncii, care a apărut în 1869, însă la începutul secolului al XX-lea s-a prăbușit, urmată de "Federația Americană a Muncii" (AFP).
În Germania, în anii 1860, au existat mai multe tipuri de uniuni a lucrătorilor: sindicate social-democrate (ger. Gewerkschaften); sindicatul Hirsch-Dunker (ger.Gewerkvereine), asociat cu partidul de gândire liberă; sindicate a muncitorilor creștini (catolici și evanghelici).